# 高村彰典
高村 彰典（たかむら あきのり、1974年4月5日 - ）は、日本の実業家。株式会社サイバー・バズ代表取締役社長。

## 来歴
岡山県井原市出身。青山学院大学経営学部卒業。
大学卒業後、興和勤務を経て、1999年1月20日に株式会社サイバーエージェントに入社。 
サイバーエージェントではインターネット広告代理事業トップセールスとなり、2005年12月に同社の取締役に就任。
2010年10月に株式会社サイバーエージェント執行役員就任（広告代理事業連結グループ会社管轄）と同時に、株式会社サイバー・バズ代表取締役就任。